# 马尔利亚克
马尔利亚克（法語：Marliac，法語發音：[maʁljak]）是法国上加龙省的一个市镇，属于米雷区。

## 地理
马尔利亚克（43°13'39"N, 1°28'30"E）面积7.2 平方千米，位于法国奧克西塔尼大區上加龙省，该省份为法国西南部内陆省份，西南端与西班牙接壤，自此顺时针与上比利牛斯省、热尔省、塔恩-加龙省、塔恩省、奥德省和阿列日省接壤。
与马尔利亚克接壤的市镇（或旧市镇、城区）包括：布里、康泰、迪尔福、瑞斯蒂尼亚克、拉图新城、加亚克图尔扎。

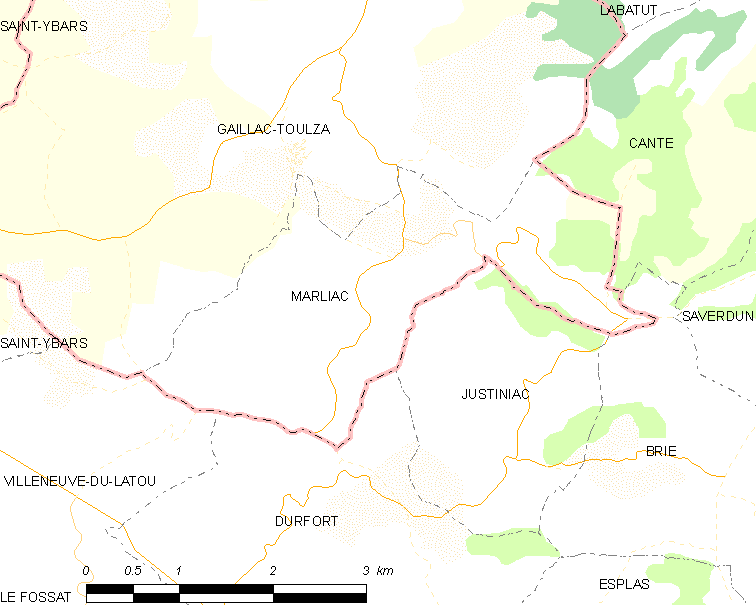
马尔利亚克的OSM定位图

马尔利亚克的时区为UTC+01:00、UTC+02:00（夏令时）。

## 行政
马尔利亚克的邮政编码为31550，INSEE市镇编码为31319。

## 政治
马尔利亚克所属的省级选区为欧特里沃县。

## 人口

1962-2008年间马尔利亚克人口变化图示

马尔利亚克于2022年1月1日时的人口数量为132人。